# Stewie Griffin

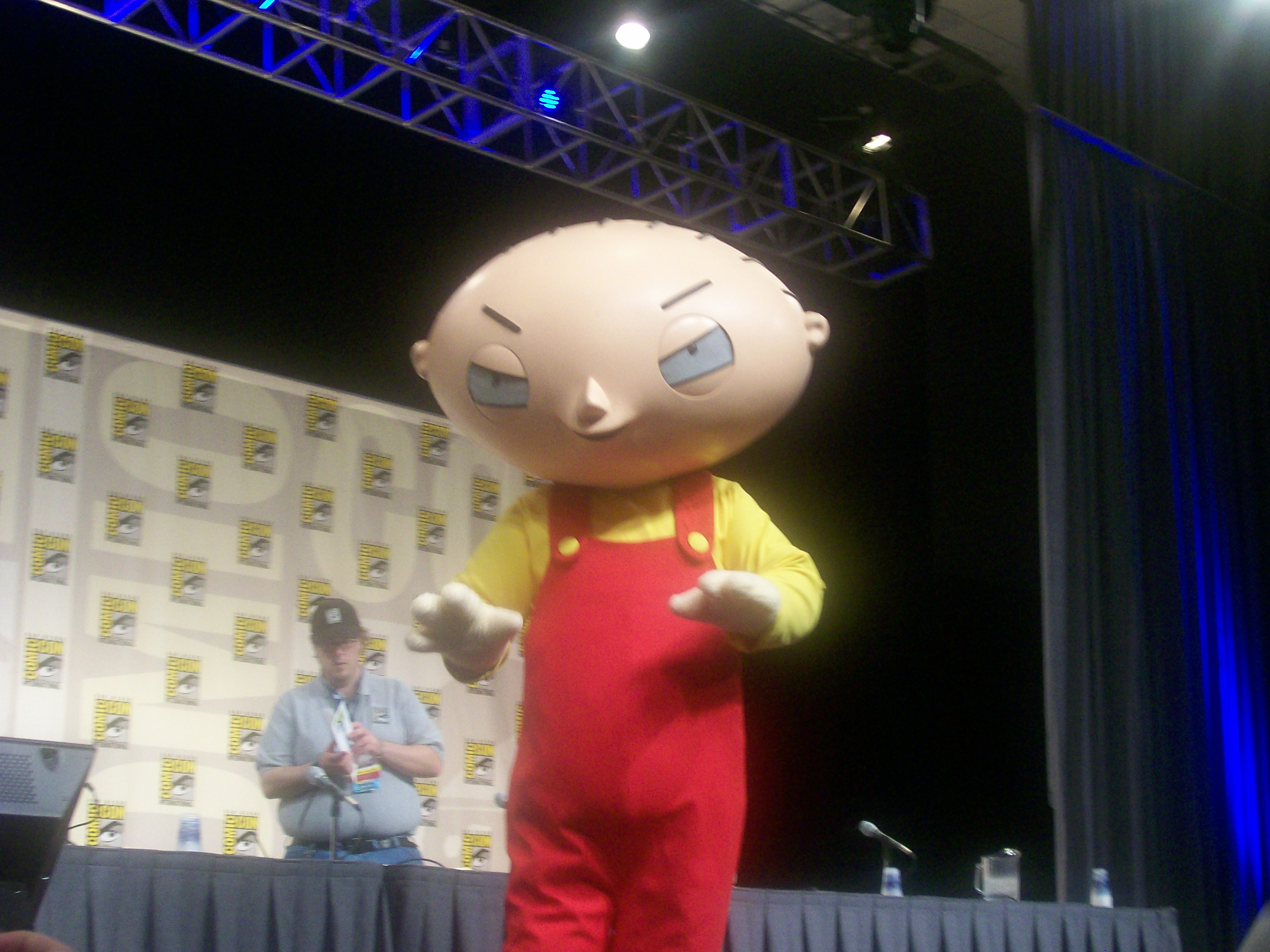
Stewie Griffin

Stewart Gilligan „Stewie” Griffin este un personaj din serialul animat american O familie dementă (Family Guy). Obsedat de sentimentul de a domina și de matricid, Stewie (vocea lui Seth MacFarlane) este cel mai tânăr copil a lui Peter și a lui Lois Griffin și frate cu Chris și Meg. El are o strânsă prietenie cu câinele vorbitor al familiei Brian. El își urăște foarte tare mama, pe Lois Griffin și își dorește să o ucidă.
Stewie este considerat cel mai popular personaj din serial. Revista Wizard l-a cotat ca fiind pe locul 95 dintre personajele negative.